# HD 40307
HD 40307 — звезда в созвездии Живописца. Находится на расстоянии около 42 световых лет от Солнца. Название звезды обусловлено регистрацией в каталоге Генри Дрейпера (HD-каталог). Имеет по меньшей мере шесть планет, одна из которых находится в обитаемой зоне.

## Звезда
HD 40307 представляет собой оранжевый карлик спектрального класса K2.5 V. Масса звезды составляет около 75 % массы Солнца. Радиус и светимость звезды также меньше соответствующих значений для Солнца.

## Планетная система

Орбиты планет в системе HD 40307

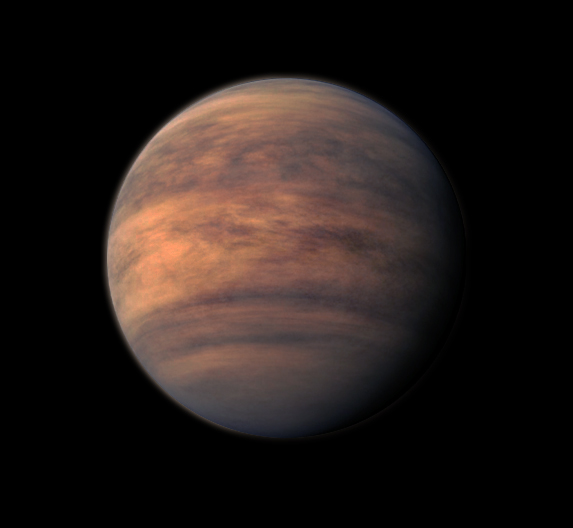
Художественная концепция планеты HD 40307 g

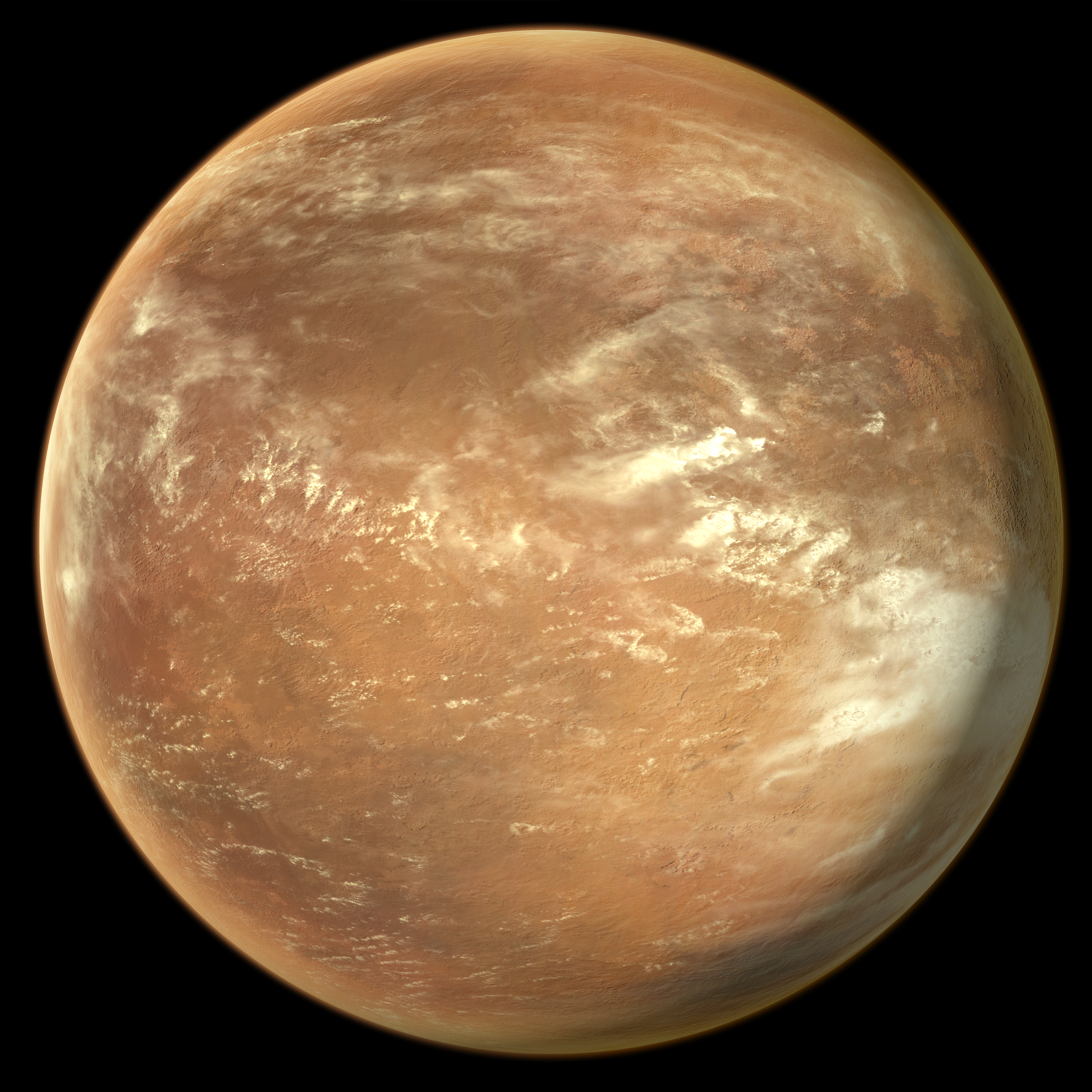
Художественная концепция планеты HD 40307 e

В 2008 году астрономы из Европейской южной обсерватории обнаружили сразу три экзопланеты (HD 40307 b, HD 40307 c, HD 40307 d) с массой, близкой по массе Земли. Открытие было совершено с помощью метода вычисления собственного движения с использованием спектрографа HARPS из чилийской Обсерватории Ла-Силья и анонсировано на конференции в Нанте, Франция, 16 июня 2008. Все три планеты имеют круговые орбиты и находятся очень близко к материнской звезде — не дальше 0,2 а.е. Это ближе, чем среднее расстояние от Меркурия до Солнца.
Планеты интересны тем, что они вращаются вокруг звезды малой металличности по сравнению с другими звёздами, имеющими планет-спутников. Тем самым HD 40307 является аргументом в подтверждение гипотезы, что металличность звезды при рождении определяет, образуются ли из аккреционного диска вокруг неё газовые гиганты или планеты земного типа.
В 2012 году группа учёных из Университета Хартфордшира обнаружила ещё три планеты, одна из которых находится в обитаемой зоне.

## Ближайшее окружение звезды
Следующие звёздные системы находятся на расстоянии в пределах 10 световых лет от HD 40307:
| Звезда         | Спектральный класс | Расстояние, св. лет |
| CP-62 780      | M0 Ve              | 2.6                 |
| CD-55 1514     | K7 V               | 5.6                 |
| ζ Золотой Рыбы | F7-8 V             | 6.1                 |
| CD-57 1079     | K7 V               | 6.4                 |
| BPM 17964 AB   | M2 Ve(?)           | 8.2                 |
| CP-65 475      | K1 V-IIIp          | 8.4                 |